# Abu l-Barakat
Pour les articles homonymes, voir Barakat.
 (mars 2008).
Si vous disposez d'ouvrages ou d'articles de référence ou si vous connaissez des sites web de qualité traitant du thème abordé ici, merci de compléter l'article en donnant les références utiles à sa vérifiabilité et en les liant à la section « Notes et références ».
Abu l-Barakat (أبو البركات), né à Velefique (Al-Andalus) en 1264, mort en 1372, est un poète et historien, auteur d'une Histoire de l'Almería qui n'est pas parvenue jusqu'à nos jours. Il fut le maître d'Ibn al-Khatib (ابن الخطيب).